# 터게라농구
터게라농구(영어: District of Tuggeranong) 또는 터게라농구는 오스트레일리아 오스트레일리아 수도 준주(ACT)의 행정 구역이다.  인구는 2016년 기준으로 85,154명이다. 캔버라에서 남쪽으로 22km 정도 떨어진 곳에 위치한다. 1980년대에 개발되었다.

## 행정 구역
18개 동이 있다.
- 가오리동
- 거든동
- 길머동
- 그린웨이동
- 리차드슨동
- 맥아서동
- 모내쉬동
- 뱅크스동
- 보나이손동
- 시어도어동
- 옥슬리동
- 와니애사동
- 이사벨라플레인스동
- 치섬동
- 캠바동
- 커웰동
- 콘더동
- 패든동
- 흄동

## 같이 보기
- 캔버라